# جائزة ريو دي جانيرو الكبرى للدراجات النارية 1999
جائزة ريو دي جانيرو الكبرى للدراجات النارية 1999 هو سباق دراجات نارية أقيم بتاريخ 24 أكتوبر 1999 في حلبة نيلسون بيكيه الدولية. كان الجولة الخامسة عشر من أصل 16 في سباق الجائزة الكبرى للدراجات النارية موسم 1999. فاز الياباني نوريفومي أبي بفئة 500 سي سي بينما جاء الإيطالي ماكس بياجي في المركز الثاني وحصل على المركز الثالث الأمريكي كيني روبرتس جونيور.

## وصلات خارجية
- الموقع الرسمي